# 岩見聡文
岩見 聡文（いわみ さとふみ）は、日本の男性声優。広島県出身。

## 経歴
2019年からSTAR FLASHへ所属。２０２１年退所→フリーへ
2025年から渡米。コメディアンデビューへ

## 人物
- 趣味・特技として、映画鑑賞、読書、観劇、ものまね（小糸）、スキー、スケート、水泳を挙げている[1]。
- クーリッシュを心から愛してる。
- youtubeer「小糸祐輝」と30年来の親友である。

## 出演

### ナレーション

#### CM･PV
- ロッテ
  - 「クーリッシュ」（2020年）

### ラジオ
- FRIENDSRING2（エフエム那覇）
- 声優ホシ☆ヒカル（2020年6月 - 、TokyoStarRadio（八王子FM 77.5MHz））[2]